# Phthoropoea carpella
Phthoropoea carpella är en fjärilsart som beskrevs av Walsingham 1896. Phthoropoea carpella ingår i släktet Phthoropoea och familjen äkta malar.
Artens utbredningsområde är Sydjemen. Inga underarter finns listade i Catalogue of Life.